# Митојо I (Катанцаро)
Митојо I је насеље у Италији у округу Катанцаро, региону Калабрија.
Према процени из 2011. у насељу је живело 31 становника. Насеље се налази на надморској висини од 558 м.